# Cnestidium
Cnestidium là một chi thực vật có hoa trong họ Connaraceae. Chi này được Jules Émile Planchon công bố mô tả khoa học đầu tiên năm 1850.

## Từ nguyên
Để dẫn chiếu tới Cnestis, trong đó cnestis là từ chữ Hy Lạp knesiao nghĩa là ngứa – để nói tới các lông trong quả gây ngứa, knizo, knetho, knestis nghĩa là dao cạo, dao nạo, cạo, nạo, giũa, gãi, cào.

## Mô tả
Dây leo thân gỗ, thường thanh mảnh. Các cành non, cuống lá, trục chính của lá, gân giữa phía dưới, trục cụm hoa, cuống hoa và đài hoa rậm lông tơ màu gỉ sắt. Lá mọc so le, là lá kép lông chim lẻ với 7-11 lá chét, dài 10–25 cm; các vảy lá rõ nét; cuống lá dài 2–6 cm; các lá chét mọc so le hay mọc đối, với lông tơ bền màu gỉ sắt – đặc biệt là ở mặt dưới, có cuống ngắn đến 3 mm, hình trứng ngược-thuôn dài đến hình elip, đỉnh nhọn đến nhọn hoắt, đáy tù đến thuôn tròn, mép nguyên, hơi cuộn, gần đỉnh nhẵn nhụi, mập, lá chét tận cùng có kích thước 3,5-12 × 1,5–6 cm, các lá chét khác hơi nhỏ hơn. Cụm hoa là chùy hoa dài 6–15 cm ở nách lá, gồm nhiều hoa nhỏ đường kính 5–6 mm hơi có mùi thơm, cuống ngắn. Đài hoa 5 lá đài thuôn dài-hình trứng, nhọn, hay tù, dài 1,5–3 mm, hơi đồng phát triển ở quả. Cánh hoa 5, màu trắng, thuôn dài, dài hơn lá đài một chút, đến 3,5 mm, trải rộng hay uốn ngược, mập, nhẵn nhụi. Nhị hoa 10, xếp xen kẽ 5 nhị ngắn hơn với 5 nhị dài hơn, hơi hợp sinh tại gốc, các nhị dài hơn có chiều dài đến 2,5 mm. Chỉ nhị ngắn, hợp sinh tại gốc; bao phấn hình trứng-gần tròn; mô liên kết hơi rộng. Bầu nhụy thượng, 5 lá noãn rời, không cuống, rậm lông cứng màu trắng, 1 ngăn, 2 noãn. Vòi nhụy 1 mỗi lá noãn, hình chỉ, nhẵn nhụi, vặn, dài hơn hoặc gần bằng nhị hoa, thẳng đứng; đầu nhụy hình điểm đơn. Quả đại đơn độc phát triển không hoàn chỉnh, không cuống, thuôn dài, rậm lông màu gỉ sắt. Hạt 1 ở đáy quả đại, thuôn dài, đen bóng, dài khoảng 1 cm, áo hạt hình chén với phần đáy màu da cam.

## Phân bố
Các loài trong chi này phân bố trong khu vực từ Mexico đến nhiệt đới châu Mỹ.

## Các loài
Danh sách loài lấy theo The Plant List và Plants of the World Online:
- Cnestidium bakerianum (Britton) G.Schellenb., 1925: Bolivia.
- Cnestidium froesii Pires, 1954: Từ nam Venezuela đến bắc Brasil.
- Cnestidium guianense (Schellenb.) G.Schellenb., 1938: Từ đông Colombia đến miền bắc Nam Mỹ, bao gồm Guiana thuộc Pháp, Guyana, Suriname, Venezuela.
- Cnestidium rufescens Planch., 1850: Từ trung Mexico và Caribe đến Venezuela, Colombia và đông bắc Ecuador.

## Lưu ý
Cnestidium bakerianum được Govaerts et al. (2020) công nhận, nhưng Hassler (2020) và Tropicos (2020) coi nó là đồng nghĩa của Trichilia quadrijuga subsp. quadrijuga trong họ Meliaceae.